# KK Partizan Belgrad
Der KK Partizan (serbisch-kyrillisch КК Партизан – Кошаркашки клуб Партизан, Košarkaški klub Partizan, deutsch Basketballklub Partizan, aus Sponsoringgründen momentan Partizan Mozzart Bet, im deutschen Sprachraum oft nur Partizan Belgrad) ist die Basketballabteilung des serbischen Sportvereins Partizan Belgrad. Der Hauptstadtklub hat seine ganze Geschichte in der Spitzengruppe des jugoslawischen und serbischen Basketballs verbracht.
Mit insgesamt 50 Trophäen, davon 21 nationale Meisterschaften, 16 nationale Pokalen, 8 ABA-Titel, 1 ABA-Super Cup sowie mit drei Korać-Cups, der ehemals drittbedeutendste Europapokal sowie dem Europapokal der Landesmeister und somit vier Europapokal-Trophäen, ist Partizan der erfolgreichste Basketballverein Serbiens und des ehemaligen Jugoslawiens sowie einer der erfolgreichsten in Europa. Durch den Gewinn des Europapokals der Landesmeister, der jugoslawischen Meisterschaft und des nationalen Pokalwettbewerbs in der Saison 1991/92 gelang erstmals einer jugoslawischen bzw. serbischen Mannschaft das sogenannte Triple.
Seine Heimspiele bestreitet der Verein seit 1973 in der Pionir-Halle sowie seit 2009 in der Kombank-Arena. Mit dem Stadtrivalen Roter Stern verbindet Partizan eine der bekanntesten Rivalitäten des Sports überhaupt sowie einer der bekanntesten Basketballderbys weltweit. Dieses Aufeinandertreffen ist als das Ewige Derby bekannt. Nach einer Einladung der Phoenix Suns und den Denver Nuggets trat Partizan 2009 als erste serbische Mannschaft gegen Teams aus der nordamerikanischen Basketball-Liga NBA an.

## Geschichte
Der Basketballverein wurde 1945 von hohen Offizieren als Verein der jugoslawischen Volksarmee gegründet. 1953 erfolgte die Trennung von der Armee und die Zuordnung zur jugoslawischen Sportgemeinschaft Partizan. Der Verein war von Beginn an sehr erfolgreich und gewann bereits 1945 bei einem Turnier, an dem jeweils eine Mannschaft aus allen Teilrepubliken teilnahm.
In seinen ersten 25 Jahren des Bestehens lieferte Partizan viele Spieler, die in der Nationalmannschaft Jugoslawiens eingesetzt wurden, darunter Mirko Marjanović, Boža Munćan, Radomir Šaper, Vilmoš Loci, Lajoš Engler, Čeda Stojičević, Bora Stanković, Borislav Ćurčić, Branko Radović, Radovan Radović, Miloš Bojović, Dragutin Čermak oder Slobodan Jelić.

### 1970er und frühe 1980er Jahre
Zwar wurde Partizan Anfang der 1970er Jahre fünfmal Vizemeister, musste auf den ersten Titelgewinn aber bis 1976 warten. Dieser stellte zugleich auch den ersten Höhepunkt einer kontinuierlichen Entwicklung dar, die darauf basierte ehemalige Spieler als Trainer zu verpflichten, die wiederum konsequent auf junge Talente setzten. Es folgten zwei Siege im Korać-Cup, dem drittbedeutendste Europapokal, nachdem man 1978 im Finale in Banja Luka mit 117:110 gegen KK Bosna gewann und auch 1979 gegen den italienischen Vertreter AMG Sebastiani Basket Rieti mit 108:98 die Oberhand behielt. 1979 holte man zudem den jugoslawischen Pokal mit einem Sieg über den KK Zadar, sowie 1981 noch einmal den Meistertitel. Prägende Spieler dieser Zeit waren unter anderem Dražen Dalipagić, Dragan Kićanović, Farčić, Todorić, Kerkez, Marić, Petrović, Pešić, Berals, Zecević und Savović.

### Späte 1980er Jahre
An diese Erfolge konnte der Verein Ende der 1980er anknüpfen. In dieser Zeit schafften Spieler wie Aleksandar Đorđević, Vlade Divac, Žarko Paspalj, Ivo Nakić und Miroslav Pecarskog den Sprung aus der Jugend in die erste Mannschaft. Mit Unterstützung der älteren Generation um Željko Obradović, Milenko Savović und Goran Grbović holte man 1987 erneut den Meistertitel. Ein Jahr später sorgte man auch international wieder für Aufsehen, als man sich nach einer sensationellen Siegesserie unter anderem gegen Aris Thessaloniki, den FC Barcelona und den späteren Finalisten Maccabi Tel Aviv und Philips Mailand für das Final Four im Europapokal der Landesmeister in Belgien qualifizieren konnte. Dort kam man allerdings nur auf den dritten Platz. 1989 gewann man dafür erneut und zum mittlerweile dritten Mal den Korać Cup gewinnen. Im Finale besiegte man den italienischen Vertreter Pallacanestro Cantù. Durch einen Sieg gegen Jugoplastika Split sicherte man sich im selben Jahr zudem den nationalen Pokal.

### 1990er Jahre
Nach den Abgängen von Divac, Paspalj, Grbović, Savović und anderen Leistungsträgern, formierte Partizan Anfang der 1990er Jahre eine neue, junge Mannschaft. Die Stars des Teams zu dieser Zeit waren Aleksandar Đorđević und Predrag Danilović. Der damals noch junge Trainer Željko Obradović erklärte vor der Saison gegenüber den Medien, dass Partizan eine äußerst starke Mannschaft habe und man auch im Europapokal der Landesmeister kein Außenseiter sein werde. Aufgrund des Bürgerkrieges in Jugoslawien musste Partizan 1991 seine Heimspiele im Ausland austragen. Partizan entschied sich für die Madrider Vorstadt Fuenlabrada, was sich als Glücksgriff erwies, da das spanische Publikum das junge Team ausgezeichnet unterstützte.
In diesem Jahr belegte man nach der Gruppenphase des Europapokals der Landesmeister den vierten Platz. Im Viertelfinale musste man deshalb gegen den italienischen Vertreter Virtus Bologna spielen, den man bezwingen konnte. Damit zog Partizan zum zweiten Mal in der Vereinsgeschichte in die Runde der letzten Vier ein. Nach Siegen gegen Philips Mailand und Joventut de Badalona sicherte man sich dort den Titel. Zieht man in Betracht, dass der Altersdurchschnitt der Mannschaft damals bei gerade einmal 21 Jahren lag und Partizan nur ein einziges Spiel vor heimischem Publikum austragen durfte, so ist dieser Triumph umso höher zu bewerten.
In der folgenden Saison konnte man den Titel allerdings nicht verteidigen, da alle jugoslawischen Vereine aufgrund der UN-Sanktionen von internationalen Wettbewerben ausgeschlossen worden waren. Aufgrund dessen verließen u. a. Đorđević und Danilović den Verein.
Deshalb war man erneut gezwungen aus jungen Talenten ein neues Team aufzubauen. Mit Spielern wie Nikola Lončar, Miroslav Berić, Haris Brkić, Željko Rebrača, Predrag Drobnjak und Aleksandar Čubrilo gelang es bereits in der Saison 1993/1994 wieder den nationalen Pokal mit einem 104:102-Sieg über den Lokalrivalen Roter Stern zu gewinnen. Ein Jahr später holte man dann sogar das Double aus Meisterschaft und Pokal. Seit 1995 durften jugoslawische Teams zudem wieder an europäischen Wettbewerben teilnehmen, konnten allerdings nicht sofort wieder an alte Erfolge anknüpfen. 1996/1997 qualifizierte man sich aber immerhin für das Achtelfinale des Europapokals der Landesmeister, wo man allerdings am späteren Titelgewinner Olympiakos Piräus mit insgesamt 1:2 scheiterte.
In der Saison 1997/98 konnte man überraschend zum dritten Mal in der Geschichte des Vereins den Einzug ins Final Four feiern, wobei man immerhin den amtierenden Landesmeisterpokal-Sieger Olympiakos und ZSKA Moskau hinter sich ließ. Beim Final Four selber reichte es allerdings nur zum vierten Platz.

### 2000er Jahre
In der Saison 2000/01 wurde der Spieler Haris Brkić nach dem Training auf dem Parkplatz erschossen und man beendete die Saison ohne Titel. Seit 2002 gewann man allerdings zwölf nationale Meisterschaften in Folge, sowie 2002, 2008, 2009, 2010, 2011 und 2012 auch den nationalen Pokal.

## Aktueller Kader
| Nr. | Nat.               | Name                 | Position | Geburt     | Größe  | Info |
| --- | ------------------ | -------------------- | -------- | ---------- | ------ | ---- |
| 1   | Danemark           | Gabriel Lundberg     | Guard    | 04.12.1994 | 193 cm |      |
| 2   | /                  | Carlik Jones         | Guard    | 23.12.1997 | 183 cm |      |
| 3   | Frankreich         | Frank Ntilikina      | Guard    | 28.07.1998 | 194 cm |      |
| 4   | Vereinigte Staaten | Duane Washington Jr. | Guard    | 24.03.2000 | 188 cm |      |
| 7   | /                  | Mario Nakić          | Forward  | 14.06.2001 | 202 cm |      |
| 8   | Serbien            | Mitar Bošnjaković    | Guard    | 24.08.2006 | 196 cm |      |
| 9   | Serbien            | Vanja Marinković     | Forward  | 09.01.1997 | 199 cm | C    |
| 11  | Serbien            | Aleksej Pokuševski   | Forward  | 26.12.2001 | 214 cm |      |
| 12  | Vereinigte Staaten | Sterling Brown       | Forward  | 10.02.1995 | 195 cm |      |
| 17  | Deutschland        | Isaac Bonga          | Forward  | 08.11.1999 | 204 cm |      |
| 19  | Serbien            | Arijan Lakić         | Forward  | 20.01.2000 | 199 cm |      |
| 20  | Vereinigte Staaten | Shake Milton         | Guard    | 26.09.1996 | 196 cm |      |
| 21  | /                  | Dylan Osetkowski     | Forward  | 08.08.1996 | 206 cm |      |
| 22  | Vereinigte Staaten | Jabari Parker        | Forward  | 15.03.1995 | 203 cm |      |
| 24  | Kanada             | Isiaha Mike          | Forward  | 11.08.1997 | 200 cm |      |
| 88  | Vereinigte Staaten | Tyrique Jones        | Center   | 03.05.1997 | 203 cm |      |
|     | Serbien            | Đorđe Šekularac      | Guard    | 23.07.2007 | 199 cm |      |

| Nat.    | Name             | Position   |
| ------- | ---------------- | ---------- |
| Serbien | Željko Obradović | Head Coach |

| Abk. | Bedeutung                       |
| ---- | ------------------------------- |
| Nr.  | Trikotnummer                    |
| Nat. | Nationalität                    |
| C    | Mannschaftskapitän              |
| S    | Suspension                      |
|      | Verletzungsbedingte Inaktivität |

## Titel/Erfolge

### National
- Jugoslawische/Serbische Meisterschaft (22×): 1976, 1979, 1981, 1987, 1992, 1995–1997, 2002–2014 (Rekord) 2025
- Jugoslawischer/Serbischer Pokal (16×): 1979, 1989, 1992, 1994, 1995, 1999, 2000, 2002, 2008–2012, 2018–2020 (Rekord)

### International
- Europapokal der Landesmeister (1): 1992
- Halbfinale der Europaleague (1): 2010
- Halbfinale des Europapokal der Landesmeister (3): 1982, 1988, 1998
- Korać-Cup (3×): 1978, 1979, 1989
- ABA-Liga (8×): 2007–2011, 2013, 2023, 2025
- Vizemeister der ABA-Liga (2): 2005, 2006
- Halbfinale der ABA-Liga (2): 2012, 2014
- ABA Super Cup (1): 2019

## Bedeutende ehemalige Spieler

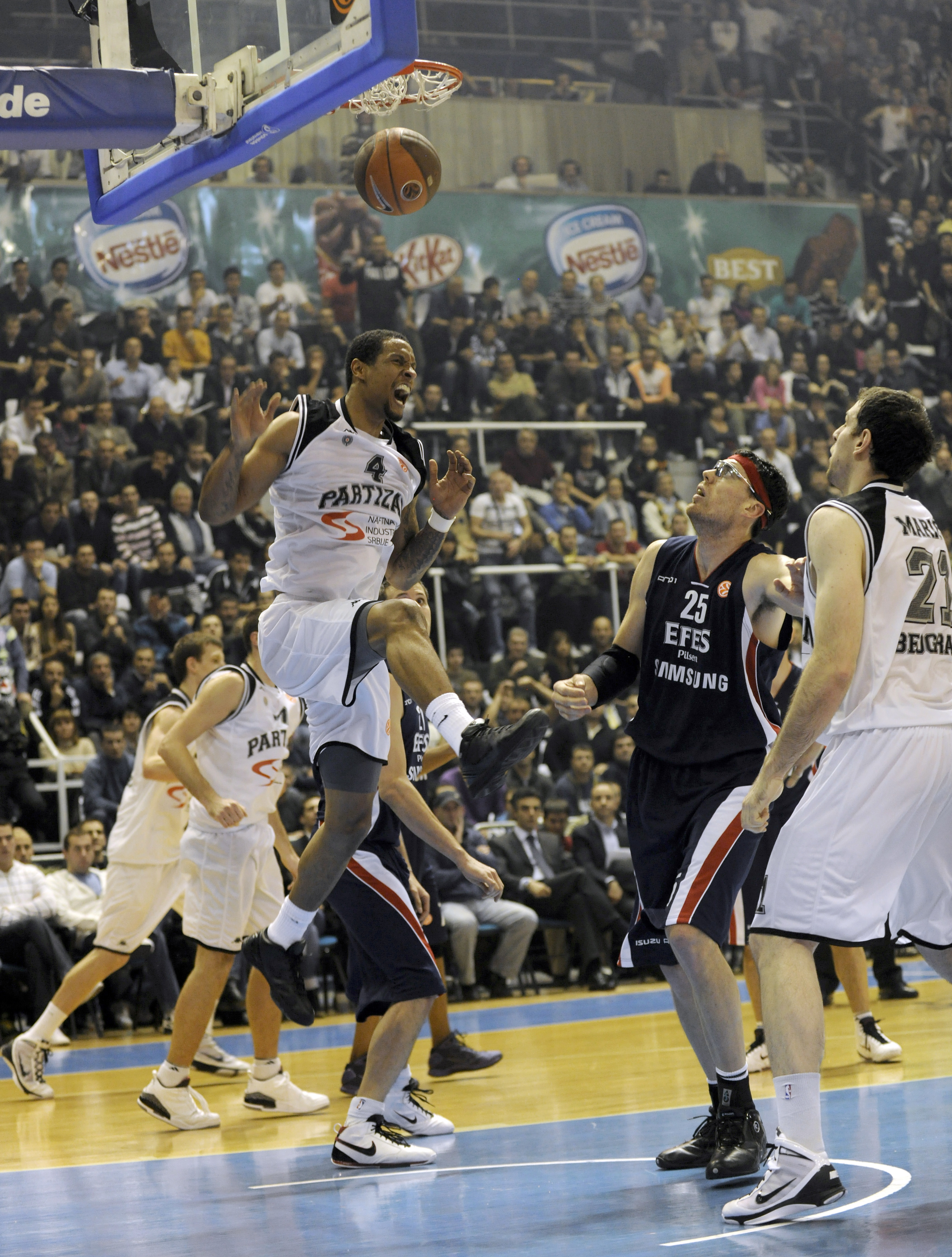
Lawrence Roberts während eines Euroleague-Spiels für Partizan gegen Efes Pilsen im Dezember 2009

| - Vule Avdalović - Miroslav Berić - Bogdan Bogdanović - Luka Bogdanović - Haris Brkić - Nenad Čanak - Aleksandar Čubrilo - Dražen Dalipagić - Predrag Danilović - Vlade Divac - Aleksandar Đorđević - Goran Grbović - Dušan Kecman - Dragan Kićanović - Dejan Koturović - Nenad Krstić - Nikola Lončar | - Vladimir Lučić - Dragan Lukovski - Dejan Milojević - Željko Obradović - Žarko Paspalj - Saša Pavlović - Miroslav Pecarski - Kosta Perović - Miroslav Radošević - Aleksandar Rašić - Željko Rebrača - Milenko Savović - Milenko Tepić - Dejan Tomašević - Uroš Tripković - Novica Veličković - Miloš Vujanić | - Nikola Bulatović - Predrag Drobnjak - Đuro Ostojić - Nikola Peković - Blagota Sekulić - Vlado Šćepanović - Slavko Vraneš - Vlado Ilievski - Predrag Samardžiski - Ivo Nakić - Danko Cvjetićanin - Radoslav Nesterović - Peter Vilfan - Ratko Varda - Semih Erden - Jan Veselý - Dāvis Bertāns | - Léo Westermann - Joffrey Lauvergne - Stephane Lasme - Nathan Jawai - Aleks Marić - Milt Palacio - Gerald Brown - Vonteego Cummings - James Gist - Fred House - Curtis Jerrells - Tarence Kinsey - Bo McCalebb - Lawrence Roberts |